# Roman vizual
Un roman vizual este o formă digitală de ficțiune interactivă. Romanele vizuale sunt de obicei asociate cu jocurile video, dar nu sunt întotdeauna etichetate ca atare. Acestea combină narațiunea prin text cu ilustrații statice sau animate și un grad diferit de interactivitate. Formatul este mai rar menționat ca novel game (joc roman), o retranscriere a termenului wasei-eigo noberu gēmu (ノベルゲーム?), care este des utilizat în japoneză.
Romanele vizuale își au originea și sunt deosebit de răspândite în Japonia, unde au reprezentat aproape 70% din titlurile de jocuri pe calculator lansate în 2006. În japoneză, se face adesea o distincție între romanele vizuale, care constau în principal din narațiune și au foarte puține elemente interactive și jocurile de aventură, care încorporează rezolvarea problemelor și alte moduri de a te juca. Această distincție este de obicei pierdută în exteriorul Japoniei, unde și romanele vizuale, și jocurile de aventură sunt des numite „romane vizuale„ de către fanii internaționali.
Romanele vizuale sunt rar produse exclusiv pentru consolele de jocuri video, iar jocurile mai populare au fost ocazional portate de pe calculator (sau de pe hardware echivalent) către sisteme precum Sega Saturn, Dreamcast, PlayStation Portable sau Xbox 360. Romanele vizuale mai faimoase sunt deobicei adaptate în light novel-uri, manga sau anime și sunt uneori continuate sau completate de jocuri video precum jocurile de rol sau jocurile de acțiune care au loc în aceleași univers. Piața pentru romane vizuale în exteriorul Asiei de Est este mică, totuși există seriale anime bazate pe romane vizuale care sunt populare printre fanii anime din lumea Occidentală; câteva exemple includ Clannad, Danganronpa, Steins;Gate și Fate/stay night.

## Structură
Romanele vizuale sunt deosebite de alte tipuri de jocuri video prin modul de joc în general minimal. În general, majoritatea interacțiunii jucătorului este limitată clicurilor care mențin textul, graficile și sunetul în mișcare, ca și cum ai da pagina (multe jocuri au început să ofere opțiunea de a trece peste sau de a continua automat povestea, ceea ce fac clicurile inutile) în timp ce faci alegeri pentru narațiune. Altă caracteristică principală a romanelor vizuale este accentul lor puternic pe proză, deoarece narațiunea din romanele vizuale este transmisă prin text. Această caracteristică face ca redarea unor romane vizuale să fie similară cu citirea unei cărți.
Majoritatea romanelor vizuale includ multiple povești și mai multe finaluri; mecanica din aceste cazuri constă în momente intermitente cu mai multe decizii, în care jucătorul alege în ce direcție va duce narațiunea jocului. De exemplu, într-un roman vizual tematic unui simulator de întâlniri, jucătorul este solicitat să aleagă între mai multe personaje cu care să se vadă, ceea ce rezultă în finaluri diferite. Acest stil de joc este asemănătoare ficțiunii interactive.
Unele romane vizuale nu se limitează la a fi simple ficțiuni interactive, ci integrează și alte elemente. De exemplu, în Symphonic Rain, jucătorul trebuie să interpreteze o piesă muzicală și să obțină un scor bun pentru a progresa. De obicei, aceste elemente sunt legate de povestea principală a jocului. 
Jocurile roman create de fani sunt destul de populare; există o serie de motoare de joc și kituri gratuite care facilitează crearea lor, cele mai notabile fiind NScripter, KiriKiri și Ren'Py.
Multe romane vizuale folosesc actori vocali pentru a oferi voci personajelor care nu sunt controlate de jucător. De regulă, protagonistul (personajul jucătorului) rămâne fără voce, chiar și atunci când celelalte personaje sunt complet dublate. Această alegere ajută jucătorul să se identifice cu protagonistul și reduce necesitatea de a înregistra cantități mari de dialog, deoarece personajul principal are, de obicei, cele mai multe replici din cauza naturii ramificate a romanului vizual.

### Ramuri narative
Firele narative nelineare sunt o caracteristică comună a romanelor vizuale. Acestea folosesc frecvent ramuri multiple pentru a atinge finaluri diferite, oferind jucătorului libertatea de a alege direcția poveștii, similar cu romanele de tip alege-ți propria aventură. Punctele de decizie dintr-un roman vizual oferă jucătorilor opțiunea de a modifica cursul evenimentelor, conducând la diverse rezultate posibile. Un exemplu de succes este Zero Escape: Virtue's Last Reward, unde aproape fiecare alegere de acțiune sau dialog poate conduce la noi ramuri și finaluri. Fiecare cale relevă doar anumite aspecte ale poveștii generale, iar numai după descoperirea tuturor căilor și rezultatelor posibile, prin mai multe rejucări, toate componentele se reunesc pentru a forma o poveste coerentă și bine scrisă.
Mediul digital permite îmbunătățiri semnificative, cum ar fi explorarea completă a mai multor perspective ale unei povești. O altă îmbunătățire este existența punctelor de decizie ascunse, determinate automat pe baza alegerilor anterioare ale jucătorului. De exemplu, în Fate/stay night, comportamentul personajului jucătorului față de celelalte personaje influențează reacțiile acestora în scenele ulterioare, cum ar fi deciziile lor de a ajuta în situații de viață și moarte. Acest lucru ar fi mult mai dificil de urmărit în cazul cărților fizice. Mai important, romanele vizuale nu se confruntă cu restricții de lungime similare cu cele ale unei cărți fizice. De exemplu, numărul total de cuvinte al traducerii realizate de fani în limba engleză pentru Fate/stay night, luând în considerare toate ramurile narative, depășește cel al trilogiei Stăpânul inelelor cu aproape 80%. Această creștere semnificativă a lungimii permite romanelor vizuale să spună povești la fel de lungi și complexe precum cele din romanele tradiționale, menținând în același timp o structură ramificată. În plus, acestea pot aborda povești complexe cu teme mature și intrigi coerente, într-un mod în care cărțile de tip alege-ți propria aventură nu reușesc, din cauza limitărilor fizice.
Multe romane vizuale se concentrează aproape în întregime pe interacțiunile dintre personaje și alegerile de dialog, de obicei incluzând dialoguri ramificate complexe și prezentând răspunsurile posibile ale jucătorului exact așa cum ar fi rostite de personajul principal. Titluri axate pe construirea relațiilor, inclusiv romanele vizuale și simulatoarele de întâlniri, cum ar fi Tokimeki Memorial, și unele jocuri de rol, precum Persona, oferă alegeri care au un număr diferit de „puncte de dispoziție” asociate. Aceste puncte influențează relația personajului jucătorului cu personajele nejucabile și conversațiile viitoare cu acestea. Aceste jocuri includ adesea un ciclu zi-noapte cu un sistem de programare a timpului, care oferă context și relevanță interacțiunilor dintre personaje. Acest sistem le permite jucătorilor să aleagă când și dacă să interacționeze cu anumite personaje, influențând astfel răspunsurile acestora în conversațiile ulterioare.
Nu este neobișnuit ca romanele vizuale să includă sisteme de moralitate. Un exemplu bine-cunoscut este titlul din 2005 School Days, un roman vizual animat, pe care Kotaku îl descrie ca depășind sistemele obișnuite de alegeri „alb și negru” (referindu-se la jocuri video precum Mass Effect, Fallout 3 și BioShock), unde „alegi o tabără și rămâi fidel acesteia”, lăsând „zona neutră extinsă neexplorată”. În schimb, School Days încurajează jucătorii să exploreze zona gri, neutră, pentru a descoperi finalurile mai interesante, „negative”, cum ar fi un final în care un personaj moare sau protagonistul principal nu avansează în poveste conform firului narativ obișnuit.

#### Roman cinetic
Romanele cinetice sunt romane vizuale fără fire narative ramificate, similare cu un roman convențional sau un roman grafic în format multimedia. Exemple de astfel de romane includ Higurashi When They Cry, Muv-Luv Alternative și Digital: A Love Story. Termenul a fost folosit prima dată de editura Key pentru titlul lor Planetarian: The Reverie of a Little Planet.

### Incluziune cu jocurile de rol
Există jocuri de rol care includ elemente inspirate din romanele vizuale. Un exemplu bine cunoscut în Occident este Lost Odyssey de la Mistwalker, un RPG care include o serie de secvențe flashback în stil de roman vizual, intitulate „A Thousand Years of Dreams” (O mie de ani de vise). Aceste secvențe au fost scrise de Kiyoshi Shigematsu, un autor japonez premiat pentru povestiri scurte. Un alt titlu relevant este seria de jocuri de luptă BlazBlue de la Arc System Works, care are un cadru complex de fantezie unde o perioadă de o sută de ani este resetată în mod repetat, dar cu multe variabile. Multele fire narative ramificate din Story Mode pot fi considerate povești independente, însă jucătorii trebuie să le analizeze împreună cu poveștile din Arcade Mode pentru a înțelege pe deplin universul jocului.
Un alt exemplu de succes este seria Sakura Wars de la Sega, care combină lupta tactică a unui joc de rol cu elemente din romanele vizuale, introducând un sistem de alegeri ramificate în timp real. În timpul unui eveniment sau al unei conversații, jucătorul trebuie să aleagă o acțiune sau un dialog într-un interval de timp limitat sau să nu răspundă deloc în acel interval. Alegerea făcută de jucător, sau lipsa unei alegeri, influențează relația personajului principal cu ceilalți personaje, performanța acestora în luptă, direcția poveștii și finalul. Jocurile ulterioare din serie au adăugat mai multe variații, inclusiv un indicator de acțiune care poate fi ridicat sau coborât în funcție de situație și un indicator care poate fi manipulat folosind stick-ul analogic, în funcție de context. Succesul seriei Sakura Wars a dus la apariția unui val de jocuri care combină elemente role-playing și vizuale, cum ar fi Thousand Arms, Riviera: The Promised Land și Luminous Arc.

## Stil

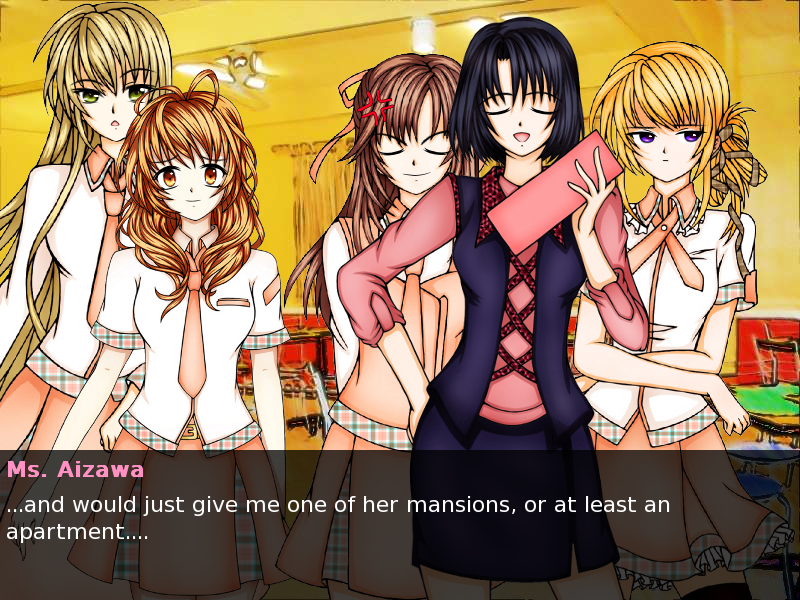
Romanele vizuale sunt caracterizate frecvent prin casete de dialog și sprite-uri care indică vorbitorul. Aceasta este o recreare a aspectului obișnuit al ecranului unui roman vizual, generat cu ajutorul motorului de joc Ren'Py.

Deși folosesc stilul narativ specific literaturii, romanele vizuale au evoluat spre un stil oarecum diferit față de romanele tipărite. În general, acestea sunt mai frecvent narate la persoana întâi decât la persoana a treia și, de obicei, prezintă evenimentele din perspectiva unui singur personaj.
Într-un roman vizual tipic, grafica constă într-un set de fundaluri generice (de obicei unul pentru fiecare locație din joc), cu sprite-uri de personaje (立ち絵 tachi-e?) suprapuse pe acestea; perspectiva este de regulă la persoana întâi, iar protagonistul rămâne invizibil. În momente cheie ale poveștii, sunt afișate grafice digitale speciale, mai detaliate, desenate special pentru acea scenă, spre deosebire de elementele compuse din piese predefinite. Aceste imagini speciale folosesc adesea unghiuri de cameră mai cinematice și îl includ pe protagonist. Aceste CG-uri speciale pot fi vizualizate oricând după ce au fost „deblocate” prin descoperirea lor în joc, oferind un motiv pentru rejucarea jocului și încercarea de a lua decizii diferite, deoarece este, în general, imposibil să vezi toate evenimentele speciale într-o singură sesiune de joc.
Până în anii 1990, majoritatea romanelor vizuale utilizau pixel art. Acest stil era deosebit de comun pe formatul NEC PC-9801, care a găzduit unele dintre cele mai bune exemple de pixel art din istoria jocurilor video, un exemplu popular fiind Policenauts din 1994. De asemenea, au existat romane vizuale care au folosit imagini live-action sau secvențe video, cum ar fi mai multe jocuri din seria Sound Novel de la Chunsoft. Cel mai de succes exemplu este Machi, unul dintre cele mai apreciate jocuri din Japonia, clasat pe locul 5 într-un sondaj realizat de Famitsu în 2006 privind topul celor mai bune 100 de jocuri din toate timpurile. Jocul seamănă cu o dramă televizată live-action, dar permite jucătorilor să exploreze perspectivele multiple ale personajelor și să influențeze rezultatele. Un alt exemplu de succes este 428: Shibuya Scramble, care a primit un scor perfect de 40 din 40 din partea revistei Famitsu.

## Istoric
Istoria romanelor vizuale datează din 1983, odată cu lansarea jocului The Portopia Serial Murder Case. Acesta a introdus elemente neliniare, inclusiv posibilitatea de a călători între diferite zone într-o lume deschisă, un sistem de dialog ramificat prin care povestea se desfășura pe baza comenzilor introduse și a răspunsurilor primite de la alte personaje, precum și luarea de decizii care influențau dialogurile, ordinea evenimentelor și rezultatele alternative. Cu toate acestea, exista un singur vinovat real, în timp ce ceilalți erau doar false indicii. Jocul includea și un telefon care putea fi folosit pentru a forma orice număr și a contacta diverse personaje nejucabile. The Portopia Serial Murder Case a fost bine primit în Japonia datorită poveștii sale bine spuse, cu un final surprinzător, și pentru faptul că oferea mai multe moduri de a atinge obiectivele. La scurt timp după, în 1988, a apărut Snatcher, dezvoltat de Hideo Kojima și lansat pentru PC-8801 și MSX2. Acesta urmărea povestea unui detectiv cyberpunk care vânează un criminal în serie. Un alt exemplu timpuriu și mai neliniar a fost Mirrors, lansat de Soft Studio Wing pentru PC-8801 și FM Towns în 1990. Jocul includea o narațiune ramificată, multiple finaluri și muzică pe CD audio.
O caracteristică comună a romanelor vizuale este utilizarea mai multor protagoniști care oferă perspective diferite asupra poveștii. EVE Burst Error (1995), dezvoltat de Hiroyuki Kanno și C's Ware, a adus o inovație acestui sistem, permițând jucătorului să comute între cei doi protagoniști în orice moment al jocului, în loc să finalizeze povestea unuia înainte de a o începe pe a celuilalt. EVE Burst Error cerea adesea ca cei doi protagoniști să colaboreze în diverse puncte ale jocului, iar alegerile făcute într-un scenariu afectau celălalt.
Un reper important în istoria romanelor vizuale a fost YU-NO: A Girl Who Chants Love at the Bound of this World (1996), dezvoltat de Hiroyuki Kanno, considerat cel mai faimos roman vizual al companiei ELF. Acesta prezenta o poveste neliniară, cu o intrigă științifico-fantastică axată pe călătoria în timp și universuri paralele. Jucătorul putea călători între lumi paralele folosind un dispozitiv numit Reflector, care utiliza un număr limitat de pietre pentru a marca o locație anume ca punct de întoarcere. Dacă jucătorul decidea să-și refacă pașii, putea ajunge într-un univers alternativ la momentul în care folosise o piatră Reflector. Jocul includea și un sistem original numit Automatic Diverge Mapping System (ADMS), care afișa o hartă pe care jucătorul o putea consulta în orice moment pentru a vedea direcția în care se îndrepta pe liniile narative ramificate.
YU-NO a revoluționat industria romanelor vizuale, în special datorită sistemului ADMS. Publicul a început să ceară povești complexe și coloane sonore de aceeași calitate și ambiție, ceea ce a dus la angajarea unor talente noi. Potrivit Gamasutra: „Genul a devenit o nouă arenă pentru artiști și muzicieni tineri, cu companii dispuse să își asume riscuri pe forțe proaspete; piața a prosperat datorită entuziasmului și riscurilor luate, devenind un centru de creativitate”. Sistemul de linii temporale ramificate a fost influent, deschizând „poarta pentru ca romanele vizuale să devină mai elaborate și să ofere o gamă mai largă de serii narative, fără a obliga jucătorul să reia jocul de mai multe ori”. Potrivit Nintendo Life, „genul modern de romane vizuale pur și simplu nu ar exista fără YU-NO”. Sisteme similare de linii temporale ramificate au apărut ulterior în jocuri de rol precum Radiant Historia (2010) și versiunea pentru PSP a jocului Tactics Ogre (2010).
Romanele sonore dezvoltate de Chunsoft, cum ar fi Machi (1998) și 428: Shibuya Scramble (2008), au dezvoltat și mai mult conceptul de multiple perspective. Acestea permit jucătorului să alterneze între perspectivele mai multor personaje și să ia decizii cu un personaj care influențează consecințele pentru celelalte personaje. 428: Shibuya Scramble oferă în mod special până la 85 de finaluri posibile. Un alt roman vizual popular care prezintă multiple perspective este Fate/stay night (2004).

## Conținut și genuri
Multe romane vizuale se concentrează pe teme dramatice, în special cele legate de romantism sau relații de familie. Cu toate acestea, romanele vizuale axate pe ficțiune științifico-fantastică, ficțiune fantastică, ficțiune erotică și horror nu sunt rare.

### JocuriDōjinshi(Soft dōjin)
Dōjinshi (同人誌, adesea transliterat ca doujinshi) este termenul japonez pentru lucrări auto-publicate (create de fani). Acestea includ (dar nu se limitează la) jocuri dōjin (同人ゲーム), numite uneori și soft dōjin (同人ソフト). Aceste jocuri în stil roman vizual sunt create ca lucrări realizate de fani, bazate pe fandom-uri preexistente (de obicei anime și manga, dar și emisiuni TV sau alte jocuri și romane vizuale preexistente). Jocurile dōjinshi sunt adesea axate pe romantism (sau Shipping) între două personaje. Acestea sunt cunoscute sub numele de jocuri otome (乙女ゲーム) sau simulatoare de întâlniri. Uneori, ele devin de natură sexuală (hentai), fiind cunoscute sub numele de Eroge⁠(d) (エロゲ, din erochikku geemu – エロチックゲーム).

### Conținut erotic
Multe romane vizuale se încadrează și în categoria Eroge⁠(d), o abreviere pentru „joc erotic”. Aceste jocuri includ imagini sexuale explicite, care devin accesibile prin completarea anumitor rute din joc, de obicei prezentând protagonistul implicat în relații sexuale cu unul dintre celelalte personaje. Similar altor materiale pornografice din Japonia, scenele care implică genitalii sunt cenzurate în versiunile originale japoneze, fiind necenzurate doar în cazul în care jocul este licențiat în afara Japoniei și toate resursele artistice rămân intacte. Unele titluri eroge sunt re-lansate fără conținut explicit pentru a putea fi comercializate unui public mai tânăr. Acest lucru este comun în cazul portărilor pe console sau sisteme portabile, unde conținutul sexual explicit nu este permis. De asemenea, poveștile care fac referire la aceste scene sexuale sunt deseori omise în adaptările către alte medii, cu excepția cazului în care acel mediu este și el pornografic, cum ar fi un anime hentai.
Tradițional, romanele vizuale pentru PC includeau scene sugestive, chiar dacă accentul general nu era pus pe erotism (similar cu „scena sexuală obligatorie” din filmele de acțiune de la Hollywood). Majoritatea portărilor pentru console nu conțin materiale pentru adulți, iar multe jocuri recente pentru PC sunt orientate spre o piață „pentru toate vârstele”. De exemplu, toate titlurile Key sunt disponibile în versiuni cenzurate, deși conținutul poate fi încă nepotrivit pentru copii, iar trei dintre acestea nu au conținut erotic deloc. Similar, toate titlurile KID sunt destinate unui public general.
Unele dintre aceste jocuri sunt re-lansate ulterior cu adăugarea de scene erotice sau au continuări care includ astfel de conținut. De exemplu, Little Busters! a fost lansat inițial ca un roman vizual pentru toate vârstele, dar ulterior a apărut o versiune cu scene erotice numită Little Busters! Ecstasy. Deși Clannad este destinat publicului general, spin-off-ul său, Tomoyo After: It's a Wonderful Life, nu este.
De obicei, începutul unui eroge este dedicat introducerii personajelor și dezvoltării relației protagonistului cu acestea, înainte ca interacțiunile sexuale să apară. Jocuri precum cele produse de Lump of Sugar, cum ar fi Tayutama: Kiss on my Deity și Everlasting Summer, urmează această structură. Această abordare asigură ca scenele H (sexuale) să aibă un impact emoțional mai puternic asupra cititorului și să sublinieze conexiunea dintre personaje.
Unele dintre primele jocuri de aventură din Japonia au fost jocuri erotice bishōjo dezvoltate de Koei. În 1982, Koei a lansat Night Life, primul joc erotic pentru computer comercializat. Acesta a fost un joc de aventură, ce includea imagini sexuale explicite. Tot în același an, Koei a lansat și Danchi Tsuma no Yūwaku, un joc de aventură timpuriu cu grafică color, datorită paletei de opt culori a computerului NEC PC-8001. Acesta a devenit un succes, ajutând Koei să devină o companie importantă de software. Companii celebre acum, precum Enix, Square și Nihon Falcom, au produs, de asemenea, jocuri erotice similare în anii '80, înainte de a se consacra prin jocurile de rol. În timp ce unele dintre aceste jocuri timpurii au integrat conținutul erotic în povești complexe și nuanțate, altele s-au axat pe teme simpliste, centrate pe fetișuri, divertisment sau relaxare, subliniind diverse aspecte ale sexualității. Un exemplu este jocul japonez Pai Touch!, în care protagonistul obține abilitatea de a schimba dimensiunea sânilor fetelor, iar jocul se concentrează pe aventurile care decurg din alegerea persoanei asupra căreia să folosească această putere.
Un subgen este „nukige" (抜きゲー?), care se concentrează aproape exclusiv pe satisfacerea sexuală a jucătorului, acesta fiind principalul scop al jocului.

### Științifico-fantastic
În 1986, Square a lansat jocul de aventură SF Suishō no Dragon pentru consola NES. Acest joc a adus mai multe inovații notabile: utilizarea animației în multe dintre scene, în locul imaginilor statice obișnuite, o interfață asemănătoare unui sistem point-and-click pentru console, similar cu cea din The Portopia Serial Murder Case, dar folosind pictograme vizuale în loc de text pentru a reprezenta diverse acțiuni, un cursor manevrabil cu D-pad-ul, utilizat pentru a explora peisajul și pentru a interacționa cu pictogramele de acțiune.
Hideo Kojima (renumit pentru seria Metal Gear) a fost inspirat de The Portopia Serial Murder Case să intre în industria jocurilor video. După ce a finalizat jocul de infiltrare Metal Gear, Kojima a lansat primul său joc de aventură în 1988: Snatcher, dezvoltat de Konami.
Acest joc a fost un roman detectivistic cyberpunk ambițios, care a fost foarte apreciat pentru: extinderea limitelor povestirii în jocurile video, scene cinematice, conținut matur, setări SF post-apocaliptice, un protagonist amnezic și secvențe de acțiune. Snatcher a fost lăudat pentru grafica sa, coloana sonoră, scrierea de înaltă calitate comparabilă cu cea a unui roman, actoria vocală de calitate similară cu un film sau o dramă radiofonică și baza de date din joc, care oferea detalii suplimentare despre lumea creată. Versiunea pentru Sega CD a fost, pentru mult timp, singurul roman vizual major lansat în America. În ciuda vânzărilor scăzute, a câștigat un cult de fani datorită complexității și noutății sale.
După Metal Gear 2: Solid Snake, Kojima a produs următoarea sa aventură, Policenauts (1994), un joc de aventură point-and-click notabil pentru că a fost un exemplu timpuriu de înregistrare extensivă a vocii în jocurile video. De asemenea, a avut un cadru științifico-fantastic dur, cu o temă ce se învârte în jurul explorării spațiale, o poveste inspirată din vechea poveste japoneză Urashima Taro și câteva scene cinematice în mișcare completă ocazionale. Modul de joc era în mare parte similar cu Snatcher, dar cu adăugarea unei interfețe point-and-click și câteva segmente de joc shooter first-person. Policenauts a introdus și rezumate, care ajută la reîmprospătarea memoriei jucătorului asupra poveștii atunci când se reîncarcă un joc salvat, un element pe care Kojima l-ar folosi ulterior în Metal Gear Solid. Versiunea pentru PlayStation a jocului Policenauts putea citi și cardul de memorie și oferea dialoguri ascunse (easter egg) dacă un fișier salvat al simulatoarelor de întâlniri Tokimeki Memorial de la Konami era prezent, o tehnică pe care Kojima o va folosi ulterior în Metal Gear Solid. Între 1997 și 1999, Kojima a dezvoltat cele trei titluri din seria Tokimeki Memorial Drama, care erau adaptări ale jocului Tokimeki Memorial, jocuri de aventură, într-un format asemenea unui roman vizual. Alte exemple apreciate de romane vizuale de science fiction includ Yu-No (1996) de la ELF și Chaos;Head (2008) cu Steins;Gate (2009) de la 5pb.

### Nakige și utsuge
Subgenurile populare ale romanelor vizuale includ nakigē (泣きゲー joc de plâns?), care de obicei are un final fericit, și utsugē (鬱ゲー joc deprimant?), care s-ar putea să nu aibă. Aceste genuri sunt destul de flexibile și au fost în mare parte dezvoltate în paralel la sfârșitul anilor '90 și începutul anilor 2000 prin lucrările co-fondatorului Key, scenaristului, textierului și compozitorului Jun Maeda, și prin lucrările lui Hirohiko Yoshida, prin compania sa afiliată Âge, în special Kimi ga Nozomu Eien și succesorii săi, precum Muv-Luv. Scopul final al jocurilor nakigē și utsugē este conexiunea emoțională cu personajele, prin explorarea personalităților acestora și evoluția relațiilor lor în cadrul dramei poveștii jocului, reușind să rezoneze emoțional cu jucătorul. Rejucările multiple, bazate pe un ansamblu bogat de personaje, oferă o narațiune stratificată. Jocurile publicate de Key urmează adesea o formulă similară: o primă jumătate comică, urmată de o parte romantică emoționantă, apoi o separare tragică, și în final (deși nu întotdeauna) o reuniune emoționantă. Această formulă a fost influențată în principal de YU-NO: A Girl Who Chants Love at the Bound of this World (1996) de Hiroyuki Kanno și To Heart (1997) de Leaf și a fost dezvoltată în continuare în One: Kagayaku Kisetsu e (1998) de Tactics. După finalizarea One, echipa de dezvoltare a părăsit Tactics pentru a forma Key, unde au creat primul lor titlu, Kanon, bazat tot pe această formulă. Conform lui Satoshi Todome, în cartea sa A History of Adult Games, Kanon a fost „extrem de promovat [și] i-a făcut pe gameri nerăbdători până la lansare. Era doar un joc lansat de Key până acum, dar [deja] provocase șocuri majore în industrie. Și încă un alt joc [Air], doi ani mai târziu, a provocat și mai multe șocuri. Air a fost la fel de promovat și bine primit.”
Formula „jocului de plâns” a celor de la Key, utilizată cu succes în One și Kanon, a fost ulterior adoptată de alte companii de romane vizuale pentru a crea propriile lor „jocuri de plâns”. Exemple notabile includ: Kana: Little Sister (1999) de Digital Object, seria Memories Off (începând din 1999) de KID, D.C.: Da Capo (2002) de Circus, Wind: A Breath of Heart (2002) de Minori și Snow (2003) de Studio Mebius (sub Visual Art's).
Unul dintre cele mai apreciate romane vizuale ale acestui subgen a fost Clannad de la Key, scris de Jun Maeda, Yūichi Suzumoto, Kai și Tōya Okano. Lansat în 2004, povestea sa se concentra pe tema centrală a valorii unei familii. Clannad a fost votat cel mai bun joc bishōjo din toate timpurile într-un sondaj realizat de Dengeki G's Magazine. Acesta a stat la baza unei francize media de succes, incluzând adaptări sub formă de light novel, manga, film animat și un serial anime apreciat.
În 2008, mai multe romane vizuale ale Key au fost votate în sondajul Dengeki al celor mai emoționante jocuri din toate timpurile: Clannad pe locul 2, Kanon pe locul 4, Air pe locul 7 și Little Busters! pe locul 10. În 2011, în sondajul Famitsu al celor mai emoționante 20 de jocuri din toate timpurile, Clannad s-a clasat pe locul 4, Steins;Gate pe locul 6, Air pe locul 7, Little Busters! pe locul 10 și 428: Shibuya Scramble pe locul 14.

### Horror
După dezvoltarea jocului The Portopia Serial Murder Case, Chunsoft a lansat Otogiriso în 1992. Koichi Nakamura a conceput acest titlu după ce i-a arătat prietenei sale de atunci munca sa la seria de jocuri de rol Dragon Quest. Descoperind că aceasta nu le-a apreciat, el a fost motivat să creeze un joc video pe care l-a descris drept „pentru oamenii care nu au jucat jocuri înainte”. Influențat de jocul horror de supraviețuire timpuriu Sweet Home, Nakamura a transformat acest proiect într-o poveste interactivă cu tematică horror. Următoarea lansare a Chunsoft, Kamaitachi no Yoru, a fost de asemenea un best seller și s-a dovedit a fi extrem de influentă.
Higurashi no Naku Koro ni, lansat în 2002 de 07th Expansion, este un roman vizual cu tematică horror influențat de subgenul „jocurilor de plâns”. Ryukishi07, de la 07th Expansion, a menționat în 2004 că a fost influențat de lucrările celor de la Key și de Tsukihime în timpul planificării jocului Higurashi no Naku Koro ni. El a jucat jocurile acestora, precum și alte romane vizuale, analizându-le pentru a înțelege de ce erau atât de populare. Ryukishi07 a ajuns la concluzia că secretul consta în faptul că poveștile începeau cu zile obișnuite și plăcute, dar un eveniment brusc provoca jucătorului o reacție emoțională puternică, inclusiv lacrimi de șoc. El a folosit un model similar pentru Higurashi, dar cu intenția de a înspăimânta jucătorul prin adăugarea de elemente horror. Alte exemple de romane vizuale cu tematică horror includ: Animamundi: Dark Alchemist, Higanbana no Saku Yoru ni, Umineko no Naku Koro ni, Ookami Kakushi, Imabikisou, Saya no Uta, Doki Doki Literature Club! și Corpse Party.